# Liste der Baudenkmäler in Ringelai

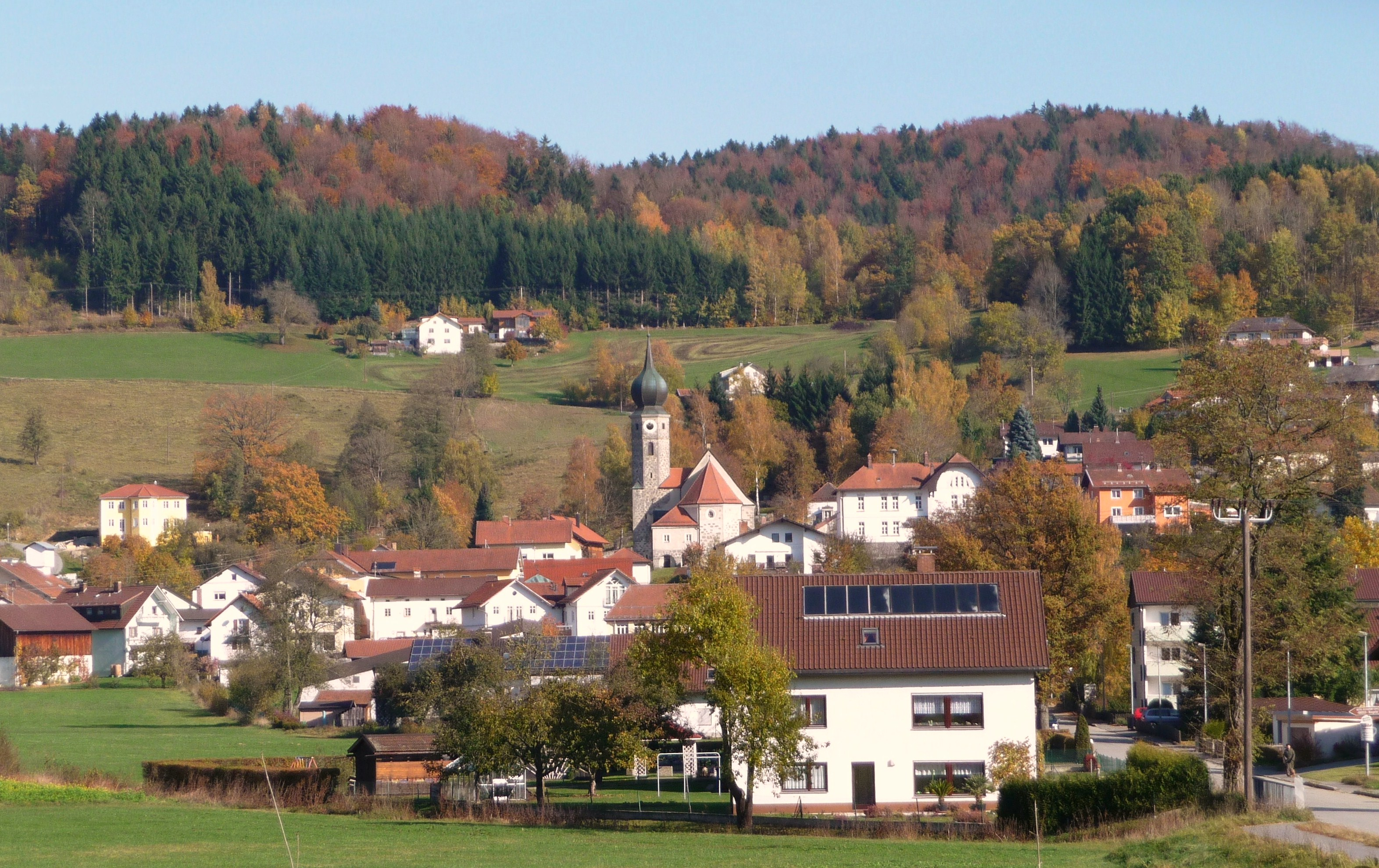
Blick auf Ringelai

Auf dieser Seite sind die Baudenkmäler in der niederbayerischen Gemeinde Ringelai zusammengestellt. Diese Tabelle ist eine Teilliste der Liste der Baudenkmäler in Bayern. Grundlage ist die Bayerische Denkmalliste, die auf Basis des Bayerischen Denkmalschutzgesetzes vom 1. Oktober 1973 erstmals erstellt wurde und seither durch das Bayerische Landesamt für Denkmalpflege geführt wird. Die folgenden Angaben ersetzen nicht die rechtsverbindliche Auskunft der Denkmalschutzbehörde. Die Liste gibt den Fortschreibungsstand vom 31. Mai 2018 wieder und umfasst achtzehn Baudenkmäler.

## Baudenkmäler nach Ortsteilen

### Ringelai
| Lage                                                      | Objekt                                               | Beschreibung | Akten-Nr.     | Bild           |
| --------------------------------------------------------- | ---------------------------------------------------- | --- | ------------- | -------------- |
| Pfarrer-Kainz-Straße 6 (Standort)                         | Ehemaliges Schulhaus, jetzt Rathaus                  | Zweigeschossiger Walmdachbau, südlicher Gebäudeflügel mit Schopfwalmdach, um 1900. | D-2-72-140-2  | BW             |
| Pfarrer-Kainz-Straße 7; Pfarrer-Kainz-Straße 9 (Standort) | Katholische Pfarrkirche St. Michael                  | Saalkirche mit Walmdach und eingezogenem, fünfseitig geschlossenem Chor, Flankenturm mit Polygon und Zwiebelhaube, 1919/20 von Michael Kurz; mit Ausstattung; Friedhofsmauer, Abschnitte im Südwesten und Nordosten, Bruchstein, gleichzeitig. | D-2-72-140-1  | weitere Bilder |
| Leithenweg 4 a; Wolfsteiner Ohe (Standort)                | Kraftwerksanlage des ehemaligen Carbid-Werks Freyung | Auslaufbauwerk der Arbeitswasserkaverne, Schwergewichtsbauwerk in Beton und Granit, 1901 nach Plänen von Alfred Wiede. | D-2-72-140-23 | BW             |
| Leithenweg 4 a; Wolfsteiner Ohe (Standort)                | Triftsperre                                          | Damm, geböschtes Bruchsteinmaterial, Pfeiler aus Quadermauerwerk, um 1900, hölzerner Steg erneuert. | D-2-72-140-22 | BW             |

### Eckertsreut
| Lage                     | Objekt                                                | Beschreibung                                                                  | Akten-Nr.    | Bild |
| ------------------------ | ----------------------------------------------------- | ----------------------------------------------------------------------------- | ------------ | ---- |
| Eckertsreut 3 (Standort) | Haus eines geschlossenen Vierseithofs, jetzt Gasthaus | Zweigeschossiger Halbwalmdachbau mit Putzgliederungen, bezeichnet mit „1845“. | D-2-72-140-3 | BW   |

### Kringing
| Lage                   | Objekt              | Beschreibung                                                                                                   | Akten-Nr.    | Bild |
| ---------------------- | ------------------- | --- | ------------ | ---- |
| In Kringing (Standort) | Kapellenausstattung | Kruzifix, mit Arma Christi und Beifiguren, Holz, farbig gefasst, 18./19. Jahrhundert; in moderner Ortskapelle. | D-2-72-140-4 | BW   |

### Kühbach
| Lage                  | Objekt                | Beschreibung | Akten-Nr.     | Bild |
| --------------------- | --------------------- | --- | ------------- | ---- |
| Kühbach 3 (Standort)  | Ehemaliges Bauernhaus | Zweigeschossiger Walmdachbau mit Zwerchgiebel und Putzgliederungen, Erdgeschoss 18. Jahrhundert, 1860 Aufstockung und Umgestaltung für eine geplante Pfarrstelle. | D-2-72-140-21 | BW   |
| In Kühbach (Standort) | Ortskapelle           | Satteldachbau über quadratischem Grundriss, mit Spitzbogenöffnungen und Putzgliederungen, drittes Viertel 19. Jahrhundert; mit Ausstattung.                       | D-2-72-140-5  | BW   |

### Lichtenau
| Lage                      | Objekt                       | Beschreibung | Akten-Nr.    | Bild |
| ------------------------- | ---------------------------- | --- | ------------ | ---- |
| Lichtenau 6 (Standort)    | Wohnhaus eines Vierseithofes | Zweigeschossiger Flachsatteldachbau, giebelseitig mit Fresko, um 1840, im Kern wohl älter; Ausnahmhaus, eingeschossiger traufständiger Satteldachbau, Portal bezeichnet mit „1889“; Hoftor, rundbogige Durchfahrt mit Nebeneingang, 18./19. Jahrhundert. | D-2-72-140-8 | BW   |
| Nähe Lichtenau (Standort) | Kapellenausstattung          | Kruzifix, mit Arma Christi und Beifiguren, Holz, farbig gefasst, 18./19. Jahrhundert; in moderner Ortskapelle. | D-2-72-140-9 | BW   |

### Neidberg
| Lage                   | Objekt                    | Beschreibung                                                                              | Akten-Nr.     | Bild           |
| ---------------------- | ------------------------- | ----------------------------------------------------------------------------------------- | ------------- | -------------- |
| Neidberg 13 (Standort) | Kruzifix mit Arma Christi | Mit Arma Christi und Beifiguren, Holz, farbig gefasst, Bauernbarock, 18./19. Jahrhundert. | D-2-72-140-10 | weitere Bilder |

### Wamberg
| Lage                    | Objekt    | Beschreibung                                                                           | Akten-Nr.     | Bild |
| ----------------------- | --------- | -------------------------------------------------------------------------------------- | ------------- | ---- |
| Wamberg 16 a (Standort) | Hausfigur | Wohl heilige Barbara mit Turm, in rundbogiger Nische im Giebel des Wohnhauses, barock. | D-2-72-140-11 | BW   |
| Wamberg 27 (Standort)   | Kruzifix  | Holz, farbig gefasst, 18./19. Jahrhundert; an der östlichen Hausfassade.               | D-2-72-140-13 | BW   |

### Wasching
| Lage                              | Objekt                | Beschreibung | Akten-Nr.     | Bild           |
| --------------------------------- | --------------------- | --- | ------------- | -------------- |
| Am „Geistlichen Stein“ (Standort) | Drei Grenzsteine      | Grenzstein, Flurdenkmal, Granit, bezeichnet mit „1755“; zwei Grenzsteine, Granit, wohl 17./18. Jahrhundert. | D-2-72-140-6  | weitere Bilder |
| Heindlmühle 1 (Standort)          | Paarhof               | Wohnstallhaus, zweigeschossiger Flachsatteldachbau, Blockbau, zum Teil massiv, zweiseitig umlaufender Stangenschrot mit Rundbalustern, erstes Drittel 19. Jahrhundert, Portal bezeichnet mit „1888“; Stallstadel, zweigeschossiger Flachsatteldachbau, Holzständerwerk, Erdgeschoss zum Teil massiv, 19. Jahrhundert. | D-2-72-140-20 | weitere Bilder |
| Heindlmühle 2 (Standort)          | Heindlmühle           | Zweigeschossiger Satteldachbau, Erdgeschoss zum Teil massiv, Obergeschoss Blockbau, im Kern zweite Hälfte 18. Jahrhundert, Dach später. | D-2-72-140-16 | weitere Bilder |
| Wasching 39 (Standort)            | Ehemaliges Bauernhaus | Zweigeschossiger Flachsatteldachbau, Bruchstein, zum Teil Blockbau, giebelseitig mit Balusterschrot, erste Hälfte 18. Jahrhundert; Stall, zweigeschossiger Flachsatteldachbau, Bruchstein, Obergeschoss Holzständerwerk, mit Stangenschrot, wohl erste Hälfte 18. Jahrhundert.                                        | D-2-72-140-15 | BW             |

### Wolfersreut
| Lage                      | Objekt                       | Beschreibung | Akten-Nr.     | Bild |
| ------------------------- | ---------------------------- | --- | ------------- | ---- |
| Wolfersreut 16 (Standort) | Wohnhaus eines Vierseithofes | Eingeschossiger Flachsatteldachbau, Bruchstein, verputzt, Kniestock und Giebel Blockbau, Ende 18./Anfang 19. Jahrhundert. | D-2-72-140-24 | BW   |

## Ehemalige Baudenkmäler
In diesem Abschnitt sind Objekte aufgeführt, die früher einmal in der Denkmalliste eingetragen waren, jetzt aber nicht mehr. Objekte, die in anderem Zusammenhang also z. B. als Teil eines Baudenkmals weiter eingetragen sind, sollen hier nicht aufgeführt werden. Aktennummern in diesem Abschnitt sind ehemalige, jetzt nicht mehr gültige Aktennummern.

| Lage                  | Objekt     | Beschreibung                                                            | Akten-Nr.     | Bild |
| --------------------- | ---------- | ----------------------------------------------------------------------- | ------------- | ---- |
| Wamberg 20 (Standort) | Bauernhaus | Eingeschossiger Giebel-Blockbau, im Kern 18. Jahrhundert.               | D-2-72-140-12 | BW   |
| In Wamberg (Standort) | Kapelle    | Mitte 19. Jahrhundert; mit Ausstattung. Hauptgebäude barocke Hausfigur. | D-2-72-140-14 | BW   |